# De bezoeker (Éric-Emmanuel Schmitt)
De bezoeker (oorspronkelijk in het Frans: "Le visiteur") is een toneelstuk van de Frans-Belgische schrijver Éric-Emmanuel Schmitt. Het stuk was in 1997 Nederland te zien, maar nog niet in Vlaanderen. 

## Plot
In Wenen komt de avond van de 22e april 1938 een nazi op bezoek bij Sigmund Freud, de beroemde vader van de psychoanalyse. Freud woont met zijn dochter Anna op een appartement. De nazi's staan hen toe dat ze Oostenrijk verlaten en hun familie naar Londen achternareizen op voorwaarde dat Freud een document ondertekent dat de nazi's geen kwaad in de zin hebben en hem goed behandeld hebben. Freud, zelf van Joodse afkomst, twijfelt of hij dat moet doen. Het stuk bestaat uit gesprekken van de beroemde psychiater met zijn dochter Anna, met een nazi en een Onbekende die door het raam naar binnen klimt.
Is deze bezoeker echt uit de psychiatrische instelling gevlucht?  Is hij God? Is hij Freuds alter ego? De bezoeker kent Freuds "Mozes en het monotheïsme" en zijn jeugddromen. Hij zegt: "Denkt u dat het leuk is om God te zijn. [...] Begrijp je wat dat betekent, God te zijn? De enige gevangenis, waaruit je niet kan ontsnappen" en met de hand op het hart van Freud: “Ik zat daar. Ik ben altijd daar geweest, verborgen. En jij hebt mij nooit gevonden; en jij hebt me nooit verloren. En als ik je hoorde zeggen, dat je niet in God geloofde, was het net alsof ik een nachtegaal hoorde, die zich beklaagde dat hij niet kon zingen."